# Lesnikowo (obwód kurgański)
Lesnikowo (ros. Лесниково) – wieś (sieło) w Rosji, w obwodzie kurgańskim, w rejonie kietowskim. W 2021 liczyła 3766 mieszkańców.